# Топонимия Азербайджана

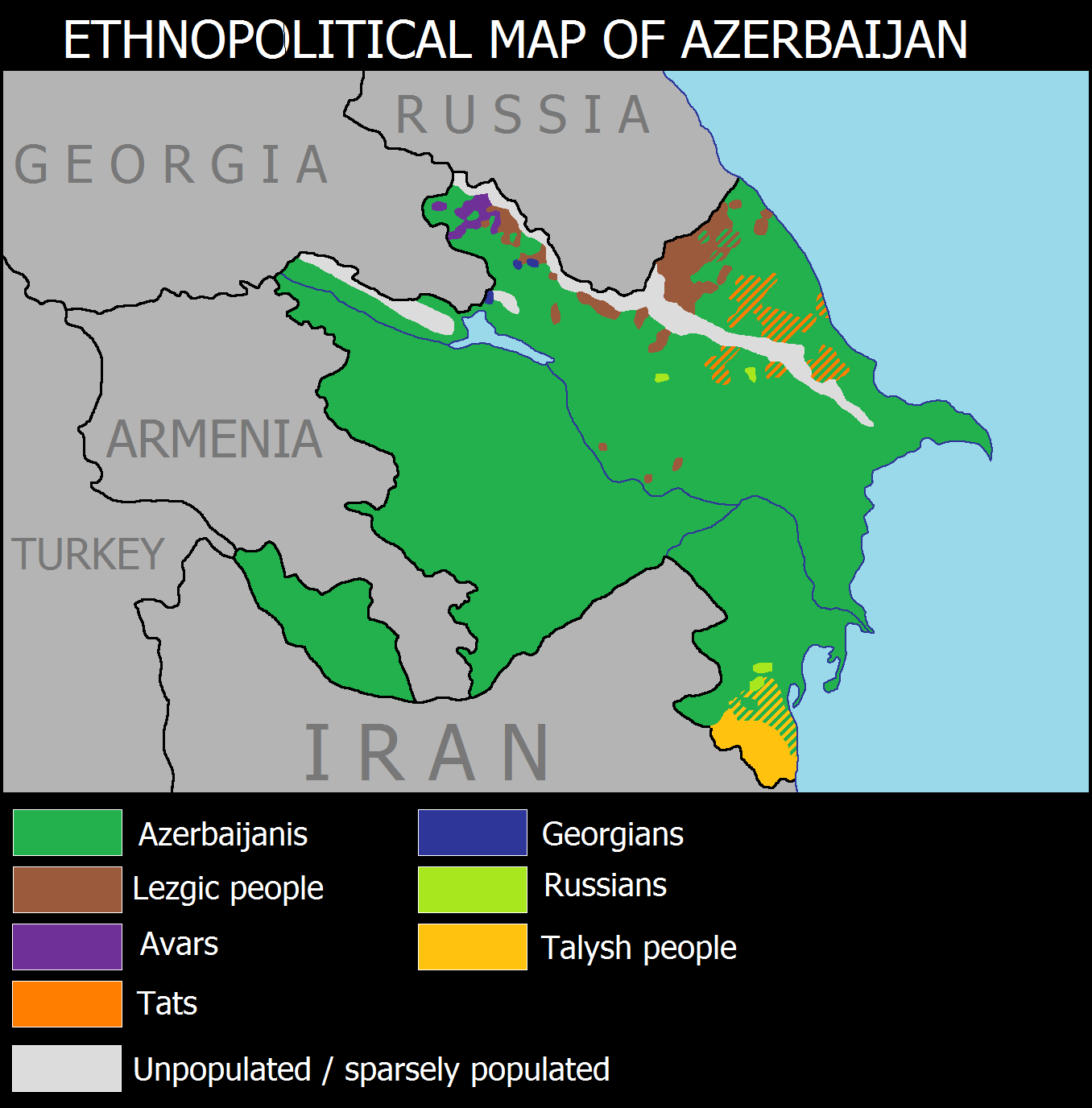
Этнополитическая карта Азербайджана (2024 год, после распада непризнанной Нагорно-Карабахской Республики и исхода армян Нагорного Карабаха в 2023 году).

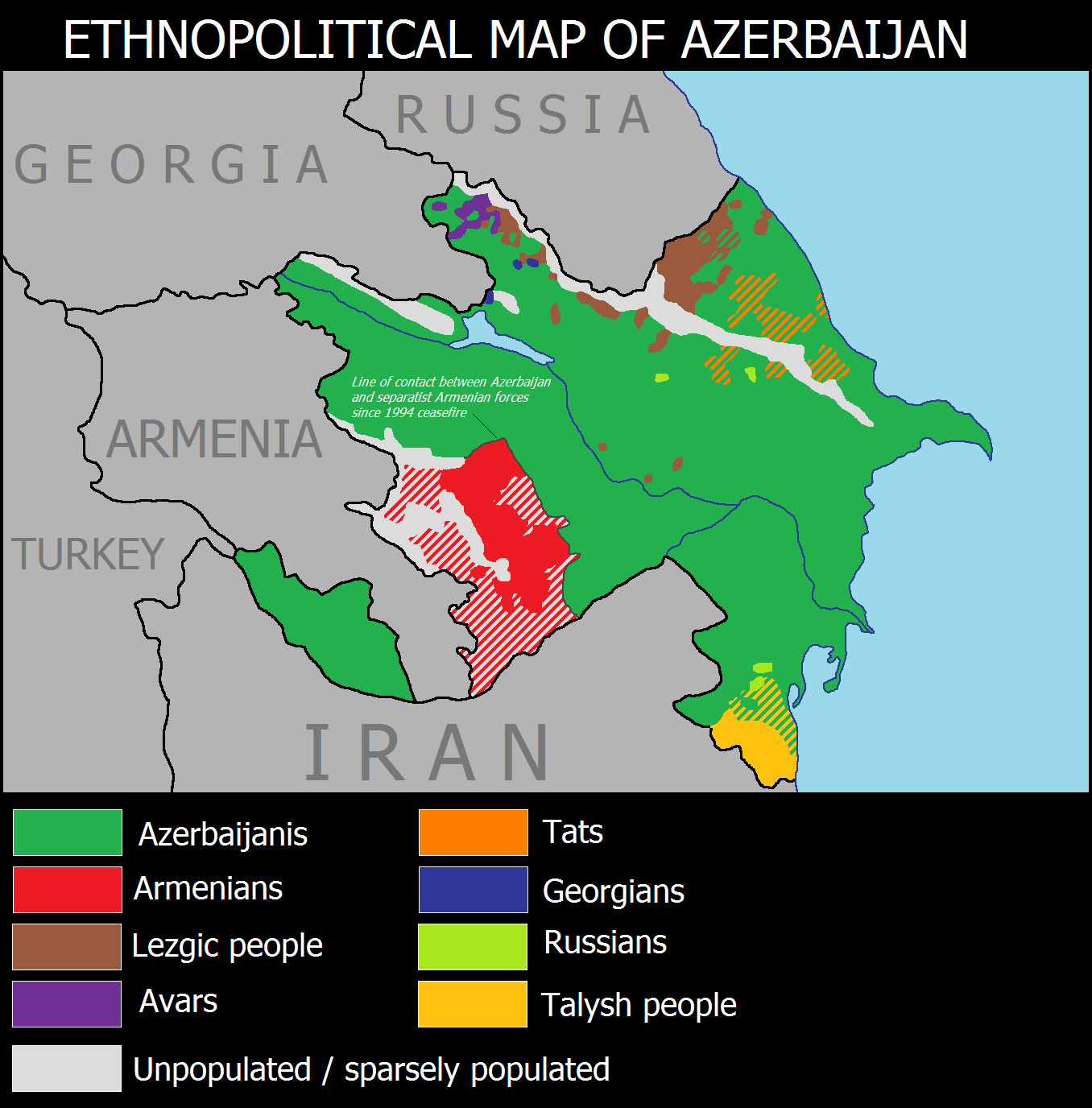
Этнополитическая карта Азербайджана (1994-2020, после Первой карабахской войны и до Второй карабахской войны).

Топонимия Азербайджана — совокупность географических названий, включающая наименования природных и культурных объектов на территории Азербайджана. Структура и состав топонимии страны обусловлены её географическим положением, богатой историей и лингвистической ситуацией в стране.

## Название страны
Топоним «Азербайджан» происходит от парфянского и среднеперсидкого Атурпатакан (Āturpātakān) — названия древнего государства Атропатена или «Мидия Атропатена». Мидией Атропатеной (перс. Мад-и-Атурпаткан‎, Мидия Атропатова), или просто Атропатеной, после персидского похода Александра Македонского стали называть северную часть Мидии, где создал себе царство последний ахеменидский сатрап Мидии Атропат (Атурпатак). Другое название этого государства у античных авторов — «Малая Мидия». От названия «Атурпаткан» через среднеперсидское «Адарбадаган» (перс. Âzarâbâdagân‎) происходит современное название Азербайджан. В арабских источниках топоним фигурировал в форме Адарбаиджан или Азарбаиджан. Этимологию топонима лингвисты выводят из персидского языка как «собирающий огонь» (азар — «огонь», бадаган — «собирающий») и связывают с древним культом огнепоклонников.
До 1918 года под Азербайджаном понималась прежде всего территория вокруг озера Урмия, некогда занимаемая Атропатеной, к югу от реки Аракс, хотя в отдельные периоды истории название «Азербайджан» распространялось на некоторые территории к северу от Аракса.
Термин «Азербайджан» в качестве официального названия государства был впервые использован 28 мая 1918 года при провозглашении Азербайджанской Демократической Республики. И. М. Дьяконов и В. Ф. Минорский отмечали, что до XX века этот термин употреблялся только в отношении тюркоязычного региона северо-западного Ирана. Причиной такого выбора названия государства В. В. Бартольд, И. М. Дьяконов и В. А. Шнирельман полагают претензии основателей нового государства на Иранский Азербайджан.
28 апреля 1920 года Азербайджанская Демократическая Республика прекратила существование, и была провозглашена Азербайджанская Социалистическая Советская Республика (азерб. آذربایجان سوسیالیست شورﺎ جومهوریتی, Azərbajcan Sosjalist Зyra Cumhyrijjəti), также известна под сокращёнными названиями как АзССР, Азербайджанская ССР или Советский Азербайджан.
Начиная с 12 марта 1922 года была частью Федеративного Союза Социалистических Советских Республик Закавказья (ФСССРЗ), преобразованного затем в ЗСФСР, которая стала одной из республик-учредителей СССР. 5 декабря 1936 года Азербайджанская ССР вошла в состав СССР и оставалась одной из её союзных республик до 1991 года.
После провозглашения независимости официальное название страны — Азербайджа́нская Респу́блика (азерб. Azərbaycan Respublikası).

## Формирование и состав топонимии
Топонимия Азербайджана чрезвычайно сложна в силу, прежде всего, сложности истории и особенностей формирования азербайджанского языка, а также наличием его местных особенностей (диалектизмов). В современном азербайджанском языке насчитывают 4 диалектные группы:
- восточная: бакинский, дербентский, губинский и шемахинский диалекты, муганский и ленкоранский говоры;
- западная: карабахский, гянджинский и газахский (не путать с казахским языком) диалекты, айрумский говор;
- северная: шекинский диалект, загатало-кахский говор;
- южная: нахичеванский, тебризский и ордубадский диалекты, ереванский говор.

Это неизбежно находит своё отражение в топонимии. Кроме того, в топонимии страны заметны следы иранских, кавказских, армянского языков, а также элементы грузинского, татского, монгольского и арабского языков. Так, иранские языки лежат в основе таких топонимов, как Баку, Ленкорань, Апшерон и других, кавказские — в основе топонимов Хачмаз, Дустаир, Джибис, армянский — в основе ойконимов Нахичевань. Тюркские топонимы характерны главным образом для небольших поселений, которые при этом нередко переименованы по тюркской модели: Астрахан-Базар, Сабирабад и т. д.
Сравнительно новыми являются тюркский и славянский (главным образом русский) топонимические пласты. В период после распада СССР в стране наметилась тенденция переименования русскоязычных топонимов, зачастую имевших «идеологическую» окраску, например, Порт-Ильич, носивший это название в 1924—1999 годах, был переименован в Лиман, Кировабад — в Гянджу, и т. д. В общей сложности в период с 1987 по 2018 годы в стране переименовано 16 городов из 66.
В топонимии Азербайджана широко распространены форманты -абад (город), -агач (дерево), -булак (ручей), -даг (гора), -кала (крепость), -кум (песок), -майдан (площадь), -тепе (холм), -узун (длинный), -чай (река), -аг (белый), -кара (чёрный), -сары (жёлтый) и другие. Для оронимии страны характерно использование форманта -даг, означающего «хребет, гора»: Шахдаг, Бабадаг, Боздаг, Гиналдаг, Кетдаг, Далидаг, Дамурлыдаг и т. д. Для гидронимии типично использование форманта -чай (река, поток): Базарчай, Геокчай, Гирдыманчай, Джагирчай, Агричай и другие; наряду с этим, встречаются и гидронимы с формантом -су, более характерным для топонимии Средней Азии: Карасу, Аксу, Гочезсу и т. д..

## Топонимическая политика
Национальным органом, в компетенцию которого входит реализация топонимической политики, с 2008 года является Комитет по земельным вопросам и картографии.